# ブラックタイガー (宇宙戦艦ヤマト)
ブラックタイガーは、アニメ『宇宙戦艦ヤマト』に登場する架空の戦闘機である。デザイン担当は松本零士（ラフ稿）、加藤直之（三面図）。
本機のリメイク機体であるコスモファルコンについても本項で記述する。

## 概要
地球防衛軍が使用する宇宙戦闘攻撃機である。黄色と黒の大胆な塗り分け（下面は白）と、コックピット両脇に描かれた眼のマーキングが印象的な機体であり、宇宙戦艦ヤマトの第1作『宇宙戦艦ヤマト』における主力艦載機である。
本機以前の地球製航空機は、ガミラス製偵察機を追跡することすら不可能であったが、ヤマトと同様にイスカンダルからのオーバーテクノロジーが盛り込まれた本機は、ガミラスと互角以上の戦闘が可能なほどの性能を有している。機体外観は無尾翼デルタに属し、これは後に開発されるコスモゼロとコスモタイガーIIにも受け継がれている。武装は主翼付根付近にパルスレーザー砲を6門装備。なお、バンダイのプラモデルでは翼下にタンクを懸架しているが、アニメでの設定画には存在しておらず、劇中でも実際に翼下に何かしら懸架した姿が描かれたことは無い。
続編である『さらば宇宙戦艦ヤマト 愛の戦士たち』以降の作品では、後継機であるコスモタイガーIIに取って代わられたため、登場しなくなった。
第1作では元々コスモゼロがヤマトの主要艦載機である設定だったが、作画の簡略化のため、単純なデザインと色分けのブラックタイガーが新たに設定された。第1作序盤では原画担当への連絡の不行き届きなどから、ブラックタイガーであるはずの機体が全てコスモゼロで描かれているシーンなどが存在している。また、当初本機の機首下部にはシャークマウスが描かれる予定だったが、本編時には白一色に変更された。そのため既に作画されていた初登場回である第4話の出撃カットには機首下部にシャークマウスの線が残っている。
また、『さらば』では、本機の名称にちなんで名づけられた部隊名「ブラックタイガー隊」が、使用機種をコスモタイガーIIに変更した後も受け継がれているという設定が存在した。しかし、実際のアニメ劇中では「コスモタイガー」としか呼ばれておらず、「ブラックタイガー隊」の名称は登場しなかった。

2019年からヤマトクルー会報誌『ヤマトマガジン』で連載された小説『アクエリアス・アルゴリズム 宇宙戦艦ヤマト 復活篇 第0部』（2021年に『宇宙戦艦ヤマト 黎明篇 アクエリアス・アルゴリズム』として書籍化）では、出自についての新たな設定が追加されている。元々地球防衛軍初の宇宙戦闘機として「コスモタイガーI」という機体が存在しており、ヤマトがイスカンダルへの航海に出るにあたって、新技術を盛り込んで性能と量産性を向上させた改良型を開発。このコスモタイガー改ともいえる機体こそがブラックタイガーであり、部隊色からその名称が付けられたとされている。

## 漫画版
ひおあきら版『宇宙戦艦ヤマト』では「重戦」と呼ばれている。形状や武装はアニメ版とほぼ同じだが、アニメ版のような派手な色分けや矢印状の模様はなくなっている。
作品前半では「宇宙零戦」（アニメ版のコスモゼロ）のみ登場しており、本機は作品後半のバラン星での戦闘から登場（加藤の台詞によれば40機）する。
なお、上記の隊名としての「ブラックタイガー」の設定に関して、ひおあきら版『さらば宇宙戦艦ヤマト 愛の戦士たち』ではセリフに反映されているが、同じひおあきら版でもオリジナル色が強い『宇宙戦艦ヤマト』では「空戦隊」と言うオリジナルの名称（重戦の初登場シーンから、重戦隊と宇宙零戦隊を合わせて「空戦隊」と呼称している）で呼ばれていた。

## PSゲームシリーズ
PS版『宇宙戦艦ヤマト 遥かなる星イスカンダル』『宇宙戦艦ヤマト 英雄の軌跡』、PS2版『宇宙戦艦ヤマト イスカンダルへの追憶』に登場。

『遥かなる星イスカンダル』製作時に、宮武一貴によってリデザインされている。全体的には、モデリングの手間やゲーム機の負担軽減の都合上、ポリゴン数を極力抑えるため三角形でまとめるようとの要望があったため、それを念頭においた形状となっている。細部的には、胴体下面にはVTOLノズルが追加され、アニメ版では見られなかったミサイル装備も可能となっている。名称も「九九式宇宙艦上戦闘機」という正式名が与えられている。

## コスモファルコン
リメイクアニメのシリーズ作品である『宇宙戦艦ヤマト2199』『宇宙戦艦ヤマト2199 星巡る方舟』『宇宙戦艦ヤマト2202 愛の戦士たち』に登場する架空の戦闘攻撃機。デザイン担当は出渕裕・玉盛順一朗、コックピット内は山根公利。ブラックタイガーをリメイクした機体である。
国連地上軍/極東方面空間戦闘群/宙技廠開発機。西暦2199年制式化。正式名称は「99式空間戦闘攻撃機」。通称は「ファルコン」または「ハヤブサ」。
二次元ノズルを装備し、高いステルス性を持つとされている。機体各所にスラスターを装備しており、下部ノズルによる垂直離着陸能力やホバリング能力も持っている。
本来は艦上機ではなく、国連地上軍が正式採用している、地球の絶対防衛圏守備用局地戦闘機として開発された機体だったが、国連宇宙海軍開発のコスモゼロの量産遅延に従い、地上軍からヤマトに転用されたという設定になっている。
武装は機首に機銃2丁のほか、主翼付け根に機関砲6門を装備している。ミサイルはステルス性を考慮して、基本的に胴体内の兵倉に8発格納する形となっている。また、主翼の両面にある計12箇所のハードポイントにも追加で装備が可能。
本機は、ブラックタイガーと同じ位置づけにはいるものの、デザイン的には「ブラックタイガーとは別物だがシルエット的に似た感じのもの」というイメージが出渕の中にあり、そのため彼自らラフデザインを描いている。また、名称に関しても、出渕が元の名称にアメリカ合衆国義勇軍フライング・タイガースのイメージを持っており、さらに現代ではブラックタイガーは同名のエビの方が有名であるという問題もあったことから、コスモゼロ＝零戦との対比と、加藤隼戦闘隊の使用機ということで、旧日本陸軍の一式戦闘機 隼をモチーフとした「コスモファルコン」という名称に変更されることとなった。
本機のデザインは上記の通りブラックタイガーのシルエットを残しつつ、より現実的な航空機然としたものにアレンジされている。主翼は前後に厚くなり、クリップトデルタ翼に近くなっている。エンジンノズル周りも大幅にアレンジされ、単純な長方形の推進ノズルから推力偏向機能を持った二次元ノズルへと変わっている。なお、ラフ画の段階では機尾が100式に似た形状だったほか、機関砲周辺のデザインも異なっている。クリンナップを手掛けた玉盛は、コスモゼロの「鎧兜」に対してファルコンは「西洋甲冑」を意識した特徴付けをしていると述べている。

カラーリングはブラックタイガーの黄色と黒から、現用航空機に近い色に変更されている。なお、所属によってカラーリングが異なっており、防空隊仕様は灰色をベースに翼の一部分が紫で尾翼に国連のマークがあり、ヤマト搭載機の一般機は紺色ベースで翼部分が一部黄色に塗られている。個人によっても若干異なっており、加藤機は灰色ベースで翼の一部分が赤で尾翼に「誠」の文字があり、篠原機は紺色ベースで機関砲や尾翼部分が黒色で尾翼には翼の生えた髑髏のマークがあるほか、ブラックタイガーを思わせる目とシャークマウスが描かれている。『2202』第5話に登場するアポロノーム搭載機は、緑ベースに一部が黄色とダークグレーとなっている。